# Keratokonus
Keratokonus je nemoc postihující rohovku oka. Dochází k deformaci rohovky oka a jejímu mnohačetnému vyklenutí a změně tloušťky v příčném řezu rohovkou. Změna tvaru rohovky má za následek zhoršení vidění. Zpočátku je postup onemocnění zcela nepatrný. Postižený se v dlouhodobém horizontu na zhoršování svého zraku dobře adaptuje a nápravě neklade velký význam. Postupem času však zjišťuje, že náprava je nezbytná, neboť se zhoršuje více vidění na dálku a mnohdy dochází k dezorientaci a zmenšování vzdálenosti pro tak zvané smyslové uspokojení, jaké lidské oko bezesporu nabízí, pokud je zdravé. Korekce je zpočátku řešena brýlemi. Postupem času je už ale nezbytná korekce tvrdými čočkami, nebo operace.
Uvádí se, že postup této nemoci je individuální, to znamená, že se u každého jedince může onemocnění zastavit v jiné fázi. Většinou se korekce uvádí jako dočasná. K úplnému vyléčení v podstatě nemůže dojít, proces je nevratný.